# 오스트레일리아 국방참모대학교

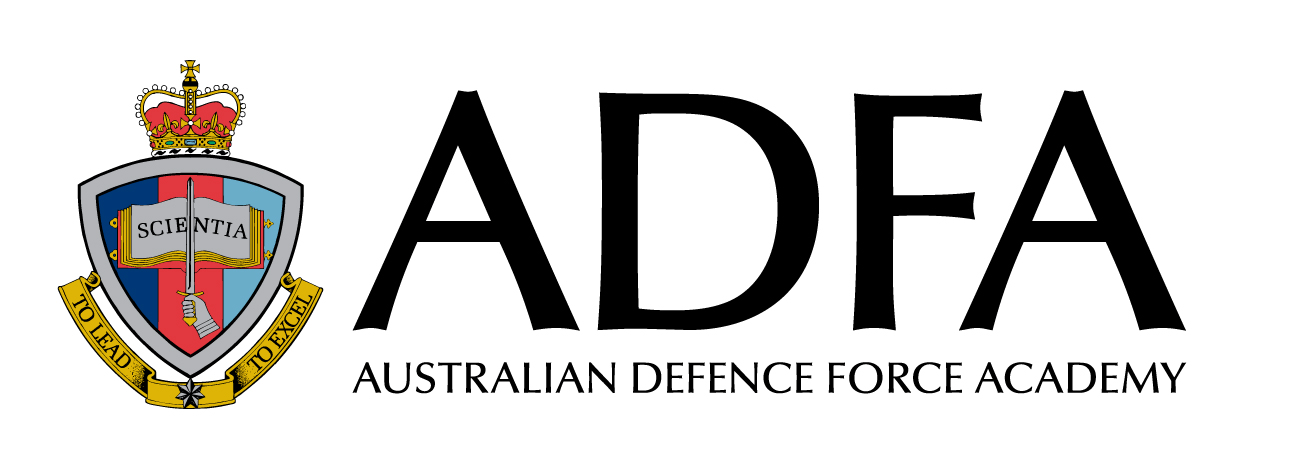

오스트레일리아 국방참모대학교(Australian Defence Force Academy)는 오스트레일리아 캔버라에 있는 국립 국방참모대학교이며 1986년 오스트레일리아 캔버라에 첫 개교되었다.

## 같이 보기
- 오스트레일리아 공군사관학교
- 오스트레일리아 육군참모대학교
- 오스트레일리아 해군지휘참모대학교
- 오스트레일리아 왕립 공군대학교